# Nixenkräuter
Die Gattung der Nixenkräuter (Najas) ist eine Pflanzengattung innerhalb der Familie der Froschbissgewächse (Hydrocharitaceae). Alle Arten dieser Gattung leben ausschließlich im Wasser. Die bis zu 40 Arten sind fast weltweit verbreitet.

## Beschreibung

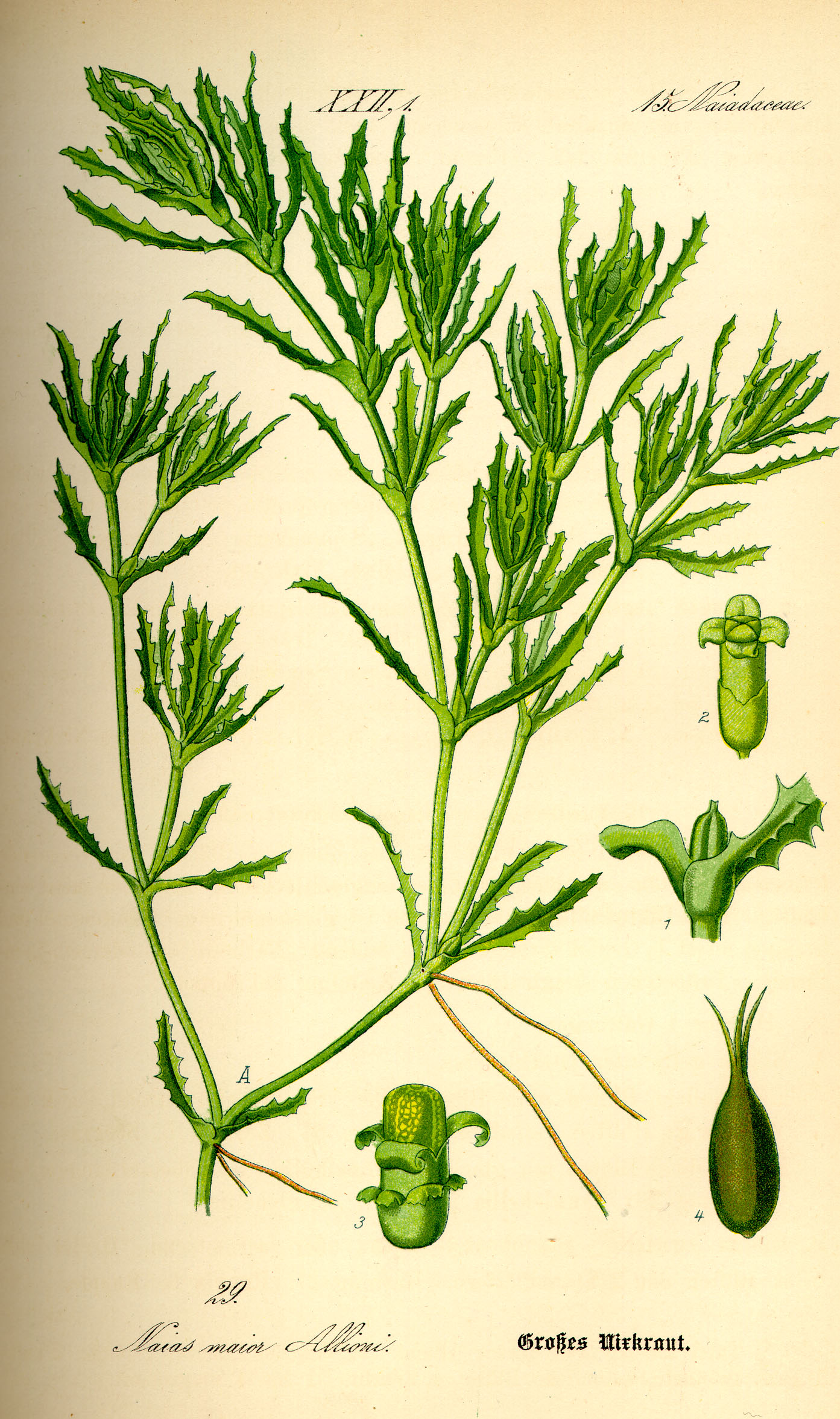
Illustration des Großen Nixenkrauts (Najas marina)

Alle Nixenkraut-Arten wachsen als Wasserpflanzen in Süß- oder Brackwasser. Sie sind meist einjährige, selten auch ausdauernde krautige Pflanzen. Die Sprossachsen sind schlank und stark verzweigt, in den unteren Knoten entstehen Wurzeln, die unteren Internodien sind verlängert, die oberen reduziert. Die Laubblätter stehen beinahe gegenständig oder sind durch die verkürzten Internodien fast quirlartig angeordnet. Sie sind aufsitzend und in Blattspreite und Aurikel (Blattöhrchen) unterteilt. Die Blattspreiten sind linealisch und abgeflacht, einnervig, die Blattränder sind meist gesägt, an jeder Seite fünf bis hundert Zähnen. Die Aurikel sind unterschiedlich geformt, jedes schließt ein Paar dünne, durchscheinende Blattschuppen ein, der Rand der Aurikel ist für gewöhnlich spitz-gezähnt, an jeder Seite ein bis 15 Zähnen.
Es gibt sowohl monözische (einhäusig getrenntgeschlechtige) als auch diözische (zweihäusig getrenntgeschlechtige) Arten. Die eingeschlechtigen Blüten stehen einzeln oder in Gruppen aufsitzend in den Achseln, jede einzelne ist meist von einem membranartigen Hüllblatt umgeben. Eine Blütenhülle wird nicht gebildet. Die kurzgestielten, männlichen Blüten bestehen aus einem einzelnen Staubblatt, dessen Staubbeutel aus einem oder vier Theka besteht, die vertikal aufspringen. Die Staubfäden sind zunächst sehr kurz, verlängern sich zur Anthese jedoch etwas. Die ungestielten, weiblichen Blüten bestehen aus einem einzelnen Fruchtblatt mit nur einer Samenanlage, die Plazentation ist basal. Der einzelne Griffel ist in zwei bis vier stark zugespitzte Narbenlappen geteilt.
Die einsamige Frucht ähnelt einer Achäne, das Perikarp liegt eng am Samen an. Die Samen besitzen kein Endosperm.

## Systematik und Verbreitung

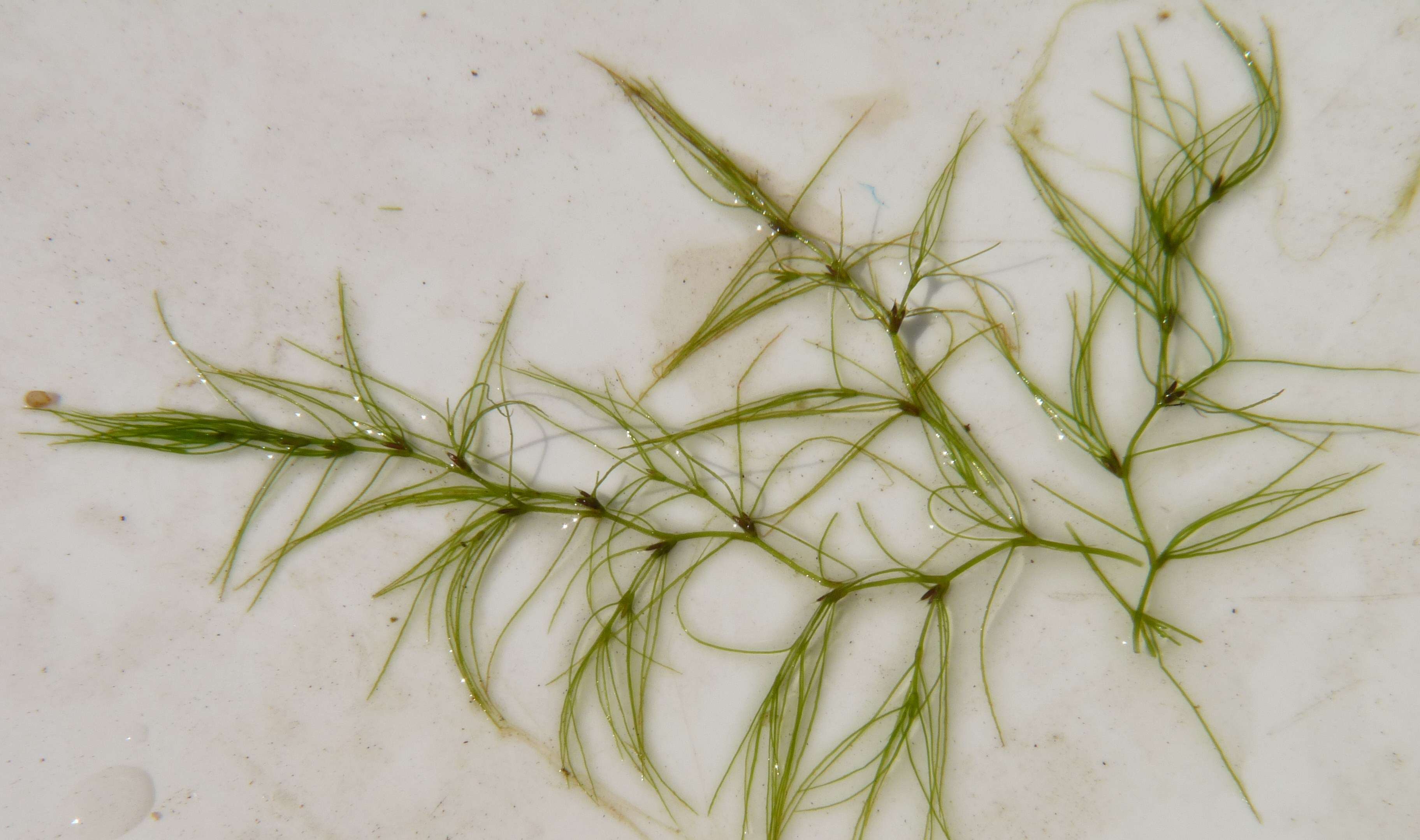
Najas gracillima

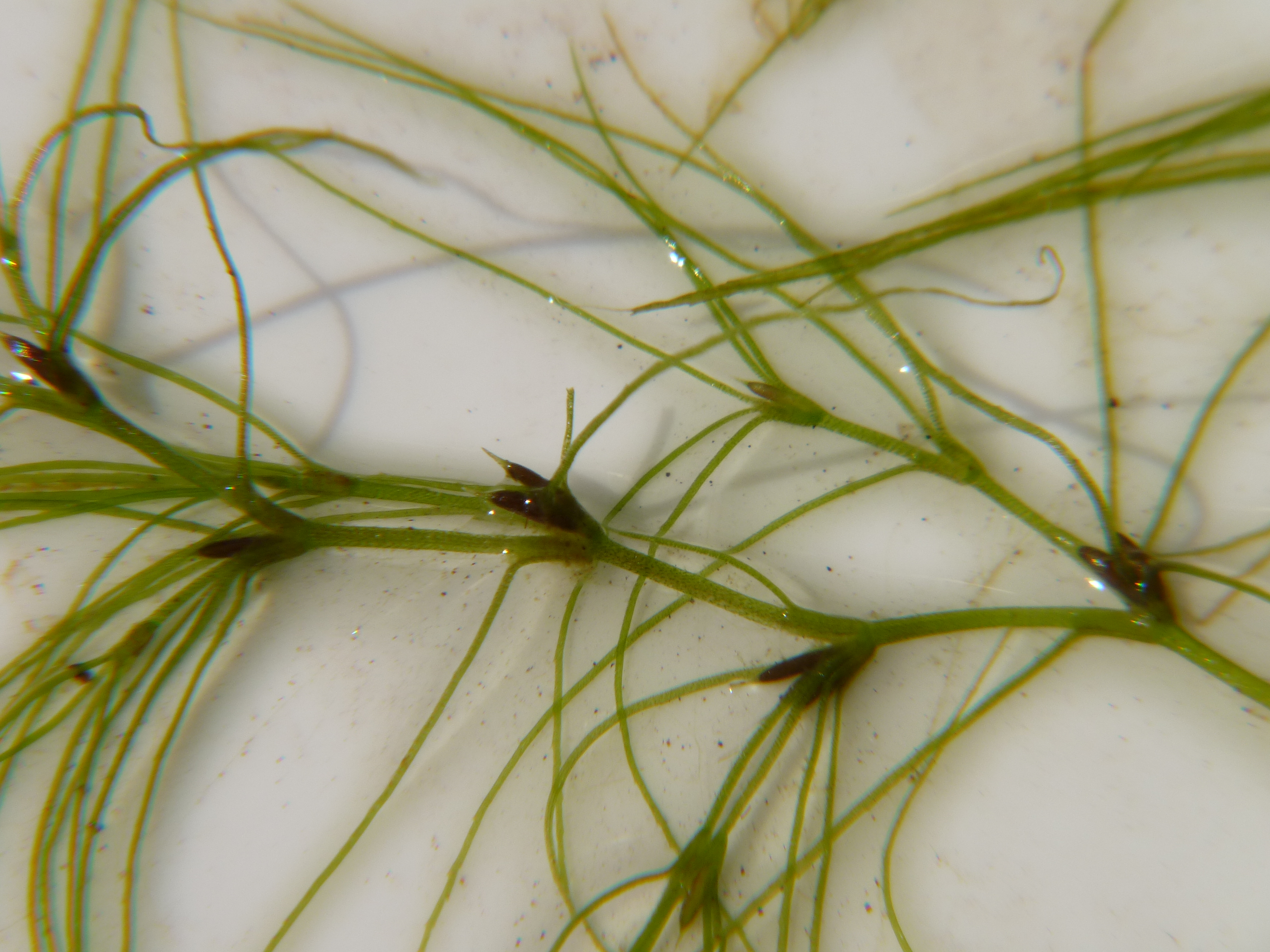
Najas gracillima mit Diasporen

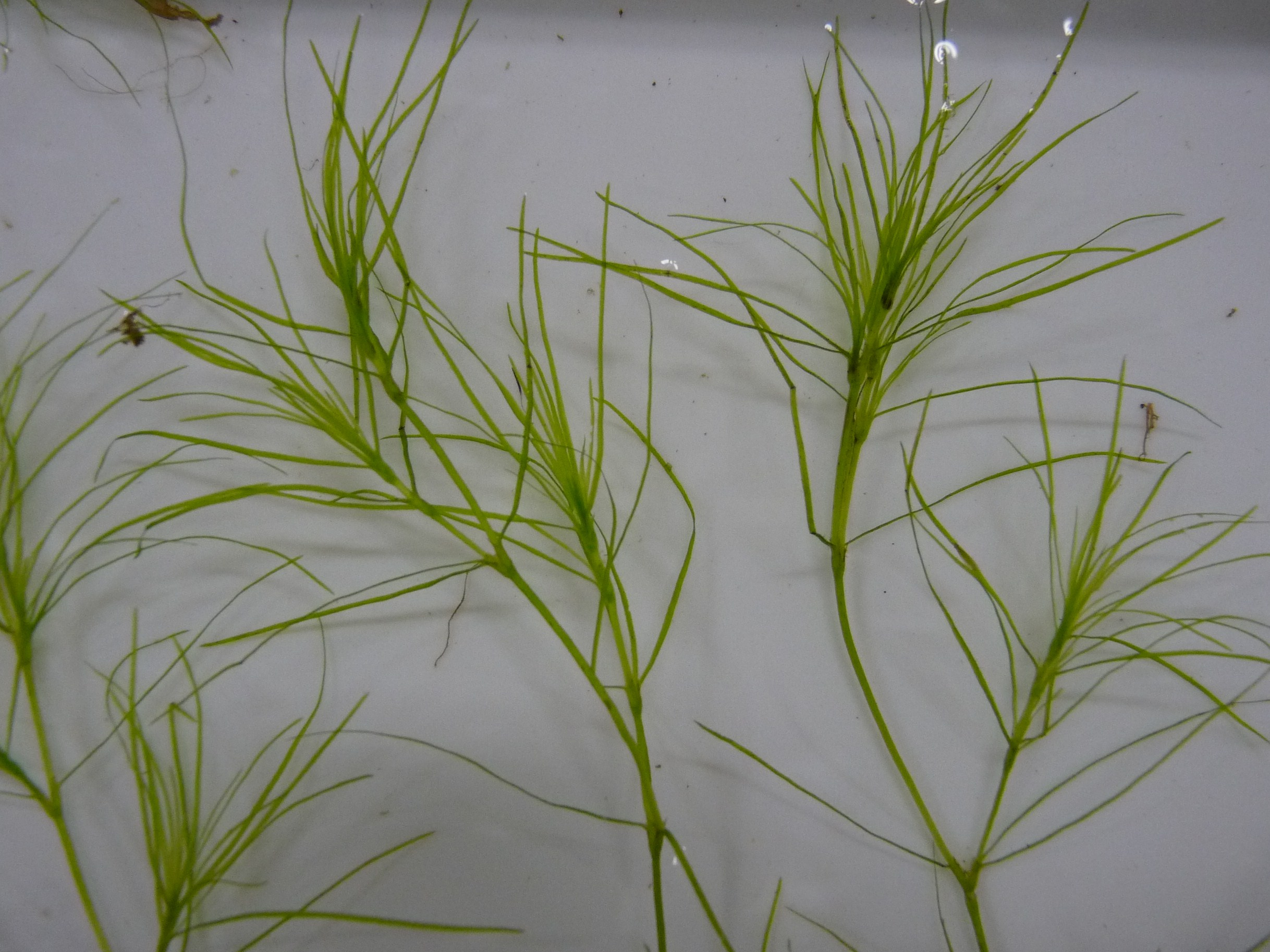
Grasartiges Nixenkraut (Najas graminea)

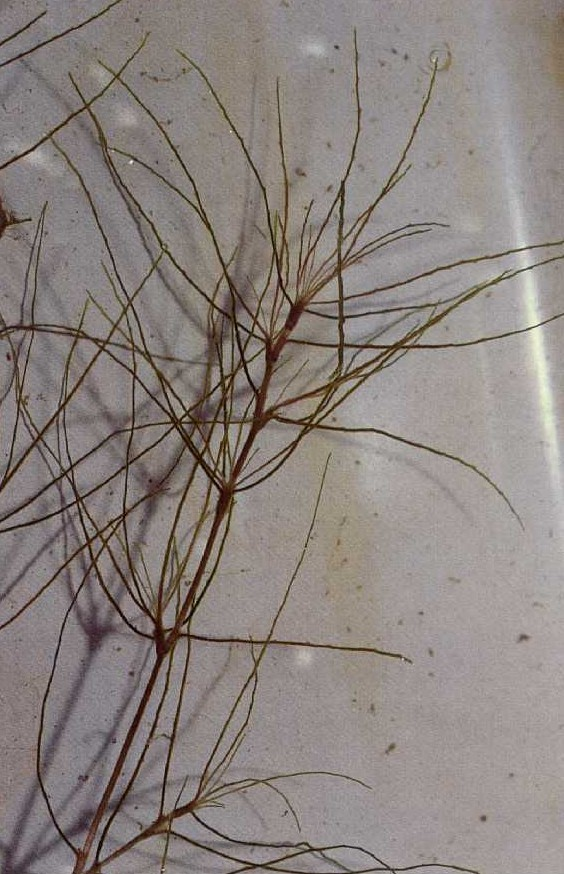
Guadeloupe-Nixenkraut (Najas guadalupensis)

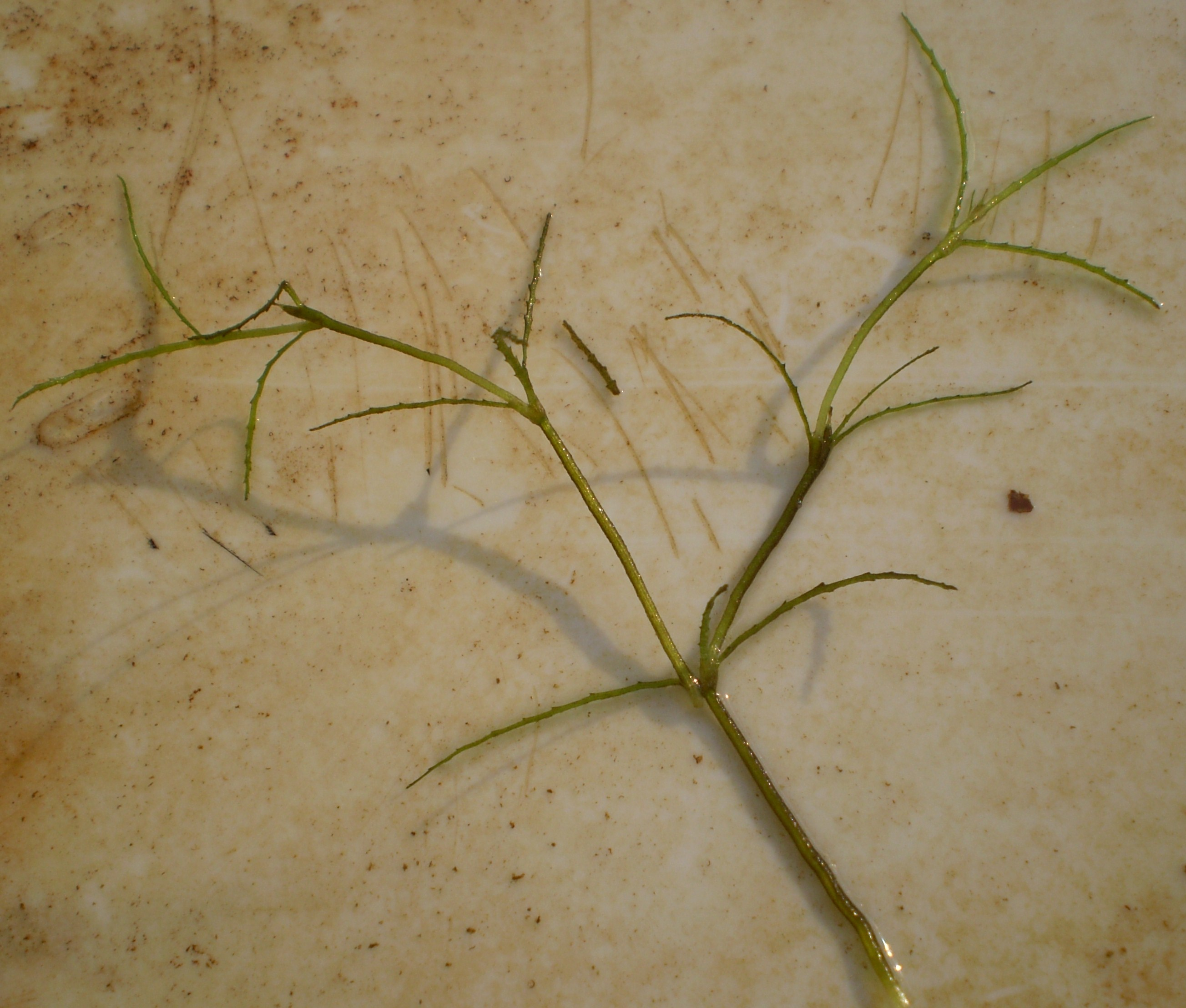
Indisches Nixenkraut (Najas indica)

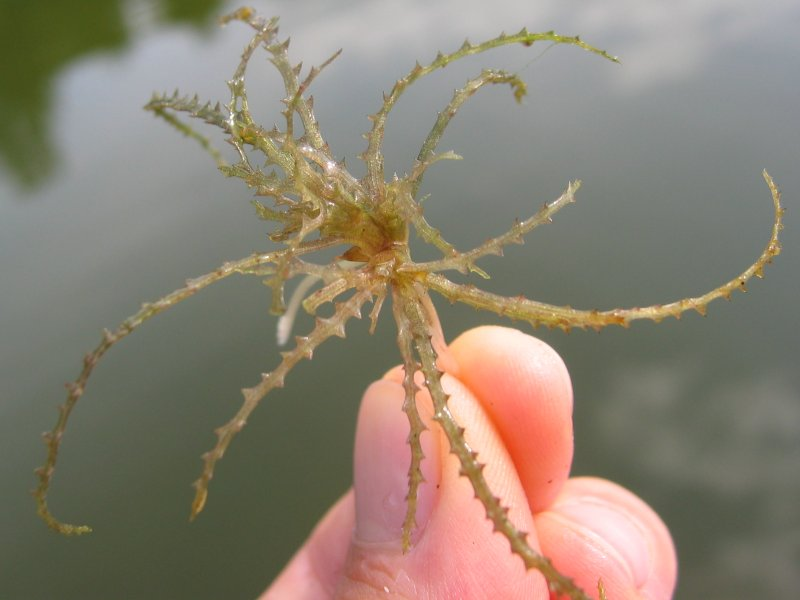
Großes Nixenkraut (Najas marina)

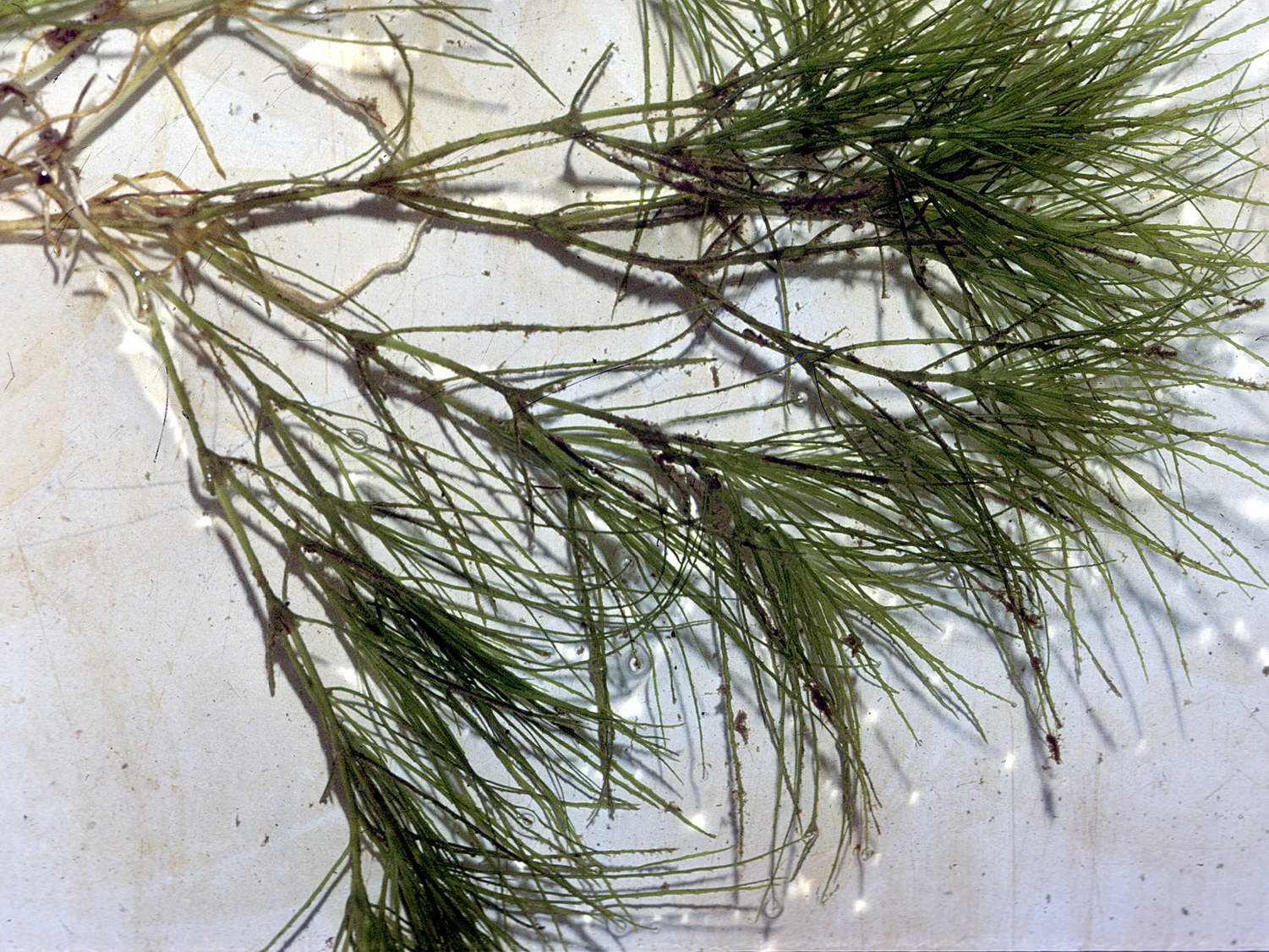
Kleines Nixenkraut (Najas minor)

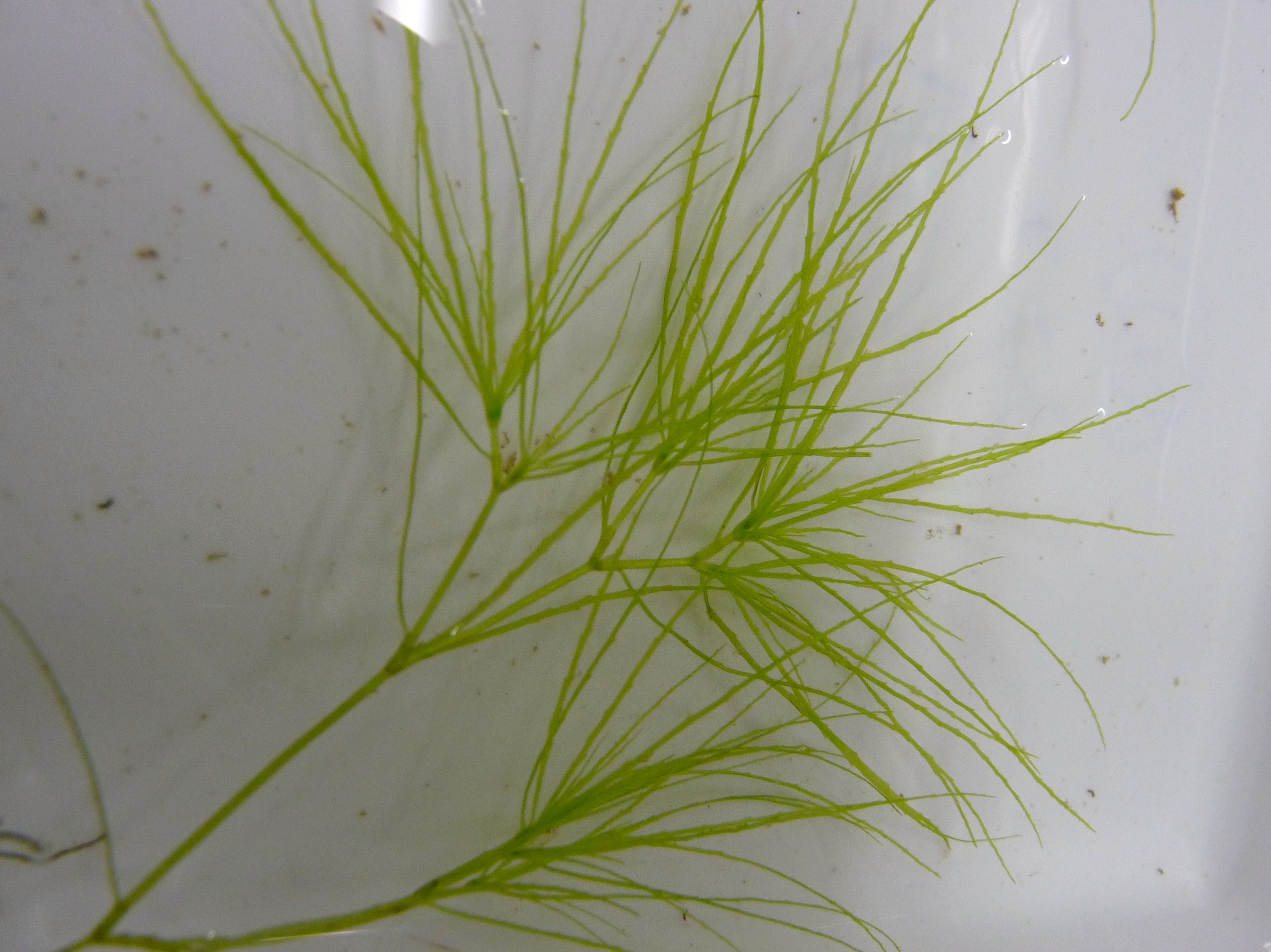
Najas oguraensis

Die Erstveröffentlichung des Gattungsnamens Najas erfolgte 1753 durch Carl von Linné in Species Plantarum, 2, S. 1015. Der botanische Gattungsname Najas leitet sich von den griechischen Wassernymphen, Najaden, ab. Synonyme für Najas L. sind: Caulinia Willd., Fluvialis Mich. ex Adans., Fluvialis Ség., Ittnera C.C.Gmel.
Die Gattung Najas gehört zur Unterfamilie Hydrilloideae innerhalb der Familie Hydrocharitaceae und wurde früher in eine eigene Familie Najadaceae Juss. (Nixkrautgewächse) gestellt.
Es gibt bis zu 40 Arten in der Gattung Najas, die insgesamt weltweit vorkommen:
- Najas affinis Rendle: Sie ist im tropischen Westafrika und im tropischen Südamerika verbreitet.[3]
- Najas ancistrocarpa A.Braun ex Magnus: Sie ist auf der japanischen Insel Honshu, in Taiwan und in den südlichen chinesischen Provinzen Fujian, Hubei, Jiangxi sowie Zhejiang verbreitet.[3][5]
- Najas arguta Kunth: Sie ist von Zentral- bis Südamerika und in Kuba verbreitet.[3]
- Najas australis Bory ex Rendle: Sie ist von Indien und dem westlichen Indischen Ozean bis KwaZulu-Natal weitverbreitet.[3]
- Najas baldwinii Horn (Syn.: Najas liberiensis Horn): Sie ist im tropischen Westafrika bis zum Tschad verbreitet.[3]
- Najas brevistyla Rendle: Sie kommt nur in Assam vor.[3]
- Najas browniana Rendle: Sie ist in Indien, in Taiwan und von Java bis zum nördlichen Australien und in den südöstlichen chinesischen Provinzen Guangdong sowie Guangxi weitverbreitet.[3]
- Najas chinensis N.Z.Wang: Sie ist in der russischen Region Primorje, in Japan, Korea, Taiwan und in den chinesischen Provinzen Fujian, Guangdong, Guangxi, Hainan, Hubei, Jiangxi, Jilin, Liaoning, Yunnan sowie Zhejiang weitverbreitet.[3]
- Najas conferta (A.Braun) A.Braun: Sie von Panama bis Brasilien verbreitet und kommt auf Kuba sowie Hispaniola vor.[3]
- Najas filifolia R.R.Haynes: Sie von Georgia bis Florida verbreitet.[3]
- Biegsames Nixenkraut[6] (Najas flexilis (Willd.) Rostk. & W.L.E.Schmidt, Syn.: Najas canadensis Michx., Najas flexilis var. microcarpa Nilsson, Najas flexilis var. robusta Morong, Najas flexilis var. congesta Farw., Najas flexilis subsp. caespitosus Maguire, Najas caespitosus (Maguire) Reveal): Sie gedeiht in gemäßigten Gebieten der Nordhalbkugel[3] und ist in Europa, Sibirien sowie Nordamerika weitverbreitet.
- Najas gracillima (A.Braun ex Engelm.) Magnus (Syn.: Najas indica var. gracillima A.Braun ex Engelmann, Najas tenuissima subsp. amurensis (Tzvelev) Vorosch., Najas japonica Nakai): Sie ist vom östlichen Iran bis Russlands Fernen Osten sowie gemäßigten Ostasien und vom östlichen Kanada bis zu den nördlichen-zentralen sowie östlichen USA weitverbreitet.[3] In Reisfeldern in Norditalien ist sie ein Neophyt.[7]
- Grasartiges Nixenkraut[6] (Najas graminea Delile, Syn.: Najas graminea var. delilei Magnus nom. inval.):[3] Sie stammt aus Süd- und Ostasien, Australien, Neukaledonien und in Afrika und ist in Reisfeldern in Norditalien, Rumänien und Bulgarien ein Neophyt.[5][7]
- Najas grossareolata L.Triest; sie kommt nur in Sri Lanka vor.[3]
- Kleinzähniges Nixenkraut oder Guadeloupe-Nixenkraut (Najas guadalupensis (Spreng.) Magnus, Syn.: Najas flexilis var. guadalupensis (Spreng.) A.Braun, Najas microdon A.Braun nom. superfl.): Sie ist mit vier Unterarten vom südlichen Kanada über die nördlichen-zentralen, nördlichen-östlichen sowie südöstlichen USA, Zentral- bis Südamerika und auf Karibischen Inseln weitverbreitet.[3] Sie wird als Aquarienpflanze verwendet.
- Najas hagerupii Horn: Sie ist im tropischen Westafrika weitverbreitet.[3]
- Najas halophila L.Triest: Sie kommt von Java bis Queensland vor.[3]
- Najas heteromorpha Griff. ex Voigt: Sie kommt in Indien vor.[3]
- Najas horrida A.Braun ex Magnus: Sie ist von Afrika bis zur Sinaihalbinsel verbreitet.[3]
- Indisches Nixenkraut[6] (Najas indica (Willd.) Cham., Syn.: Najas minor var. indica (Cham.) A.Braun, Najas palustris Blanco, Najas lobata Blanco, Najas falciculata A.Braun, Najas tenuis Magnus, Najas foveolata A.Braun ex Rendle, Najas kingii Rendle, Najas lacerata Rendle): Sie im tropischen und subtropischen Asien verbreitet.[3]
- Najas kurziana Rendle: Sie kommt nur im indischen Bihar und Osttimor vor.[3]
- Najas madagascariensis Rendle: Sie kommt in Madagaskar vor.[3]
- Najas malesiana W.J.de Wilde (Syn.: Najas graminea var. angustifolia Rendle, Najas graminea var. minor Rendle): Sie ist vom östlichen Indien über Südostasien bis Malesien verbreitet.[3]
- Großes Nixenkraut[6] (Najas marina L., Syn.: Najas marina var. genuina K.Schum. nom. inval.): Es gibt vier Unterarten und vier Varietäten:
  - Najas marina subsp. arsenariensis (Maire) L.Triest (Syn.: Najas arsenariensis Maire): Sie kommt nur in Algerien vor.[3]
  - Najas marina var. brachycarpa Trautv. (Syn.: Najas marina subsp. brachycarpa (Trautv.) Tzvelev, Najas intramongolica Ma): Sie ist von Zentralasien bis ins nördliche China verbreitet.[3]
  - Najas marina subsp. commersonii L.Triest: Das Verbreitungsgebiet liegt im westlichen indischen Ozeanraum.[3]
  - Najas marina var. grossidentata Rendle: Sie ist vom nordöstlichen China bis Korea verbreitet.[3]
  - Mittleres Nixenkraut (Najas marina var. intermedia (Wolfg. ex Gorski) Rendle, Syn.: Najas intermedia Wolfg. ex Gorski, Najas major var. intermedia (Wolfg. ex Gorski) A.Braun, Najas major subsp. intermedia (Wolfg. ex Gorski) K.Richt., Najas marina subsp. intermedia (Wolfg. ex Gorski) Casper, Najas muricata Delile nom. illeg., Najas marina var. muricata K.Schum. nom. illeg., Najas delilei Rouy, Najas armata H.Lindb. nom. superfl., Najas marina subsp. armata Horn, Najas marina var. delilei (Rouy) Maire, Najas marina subsp. delilei (Rouy) Reekmans): Es ist vom Mittelmeerraum bis Yunnan und ins südliche Afrika verbreitet.[3]
  - Großes Nixenkraut[6] (Najas marina L. subsp. marina, Syn.: Najas maritima Pall., Najas major All., Najas fluviatilis Poir., Najas muricata Thuill., Najas major var. laevis DC., Najas monosperma Willd., Najas tetrasperma Willd., Najas fucoides Griff., Najas latifolia A.Braun, Najas major var. angustifolia A.Braun, Najas major var. ehrenbergii A.Braun, Najas major var. microcarpa A.Braun, Najas major var. multidentata A.Braun, Najas major var. paucidentata A.Braun, Najas marina var. muricata Hartm., Najas marina var. angustifolia (A.Braun) A.Braun ex K.Schum., Najas major var. gracilis Morong, Najas marina var. gracilis (Morong) Dudley, Najas marina var. recurvata Dudley, Najas microcarpa (A.Braun) Bolle ex Christ, Najas major subsp. multidentata (A.Braun) K.Richt., Najas major subsp. paucidentata (A.Braun) K.Richt., Najas latior F.Muell. ex K.Schum. nom. inval., Najas marina var. angustissima K.Schum., Najas marina var. bollei K.Schum., Najas marina var. ehrenbergii (A.Braun) K.Schum., Najas marina var. latifolia K.Schum., Najas marina var. latior K.Schum., Najas marina var. multidentata (A.Braun) K.Schum., Najas marina var. paucidentata K.Schum., Najas marina var. riedelii K.Schum., Najas polonica Zalewski, Najas marina var. brevifolia Rendle, Najas marina var. californica Rendle, Najas marina var. mexicana Rendle, Najas marina var. denticulata Rendle, Najas gracilis (Morong) Small, Najas laevis Lojac., Najas major var. polonica (Zalewski) Tzvelev, Najas marina subsp. aculeolata Tzvelev, Najas marina subsp. major (All.) Viinikka, Najas marina subsp. ehrenbergii (A.Braun) L.Triest, Najas marina subsp. microcarpa (A.Braun) L.Triest, Najas marina var. kashmirensis L.Triest, Najas marina subsp. latior (K.Schum.) L.Triest, Najas marina var. ohwii L.Triest, Najas marina subsp. susiana L.Triest): Es ist fast weltweit verbreitet.[3]
  - Najas marina subsp. sumatrana (W.J.de Wilde) L.Triest (Syn.: Najas marina var. sumatrana W.J.de Wilde): Sie kommt nur im westlichen Sumatra vor.[3]
  - Najas marina var. zollingeri Rendle: Sie kommt nur im Batur-See in Bali vor.
- Kleines Nixenkraut[6] (Najas minor All., Syn.: Najas subulata Thuill., Najas fragilis (Willd.) Delile, Najas dichotoma Roxb., Najas ternata Roxb. ex Griff., Najas minor var. intermedia Ces., Najas minor var. spinosa Rendle, Najas minor var. longifolia R.Corti, Najas moshanensis N.Z.Wang): Sie ist im gemäßigten bis subtropischen Eurasien und Nordafrika weitverbreitet.[3]
- Najas oguraensis Miki: Sie ist von Pakistan bis Ostasien verbreitet.[3]
- Najas pectinata (Parl.) Magnus: Sie ist von Algerien und Senegal bis Ägypten und zur Sinaihalbinsel verbreitet.[3]
- Najas pseudogracillima L.Triest: Sie kommt nur in Hongkong vor.[5]
- Najas rigida Griff.: Sie kommt in Indien vor.[3]
- Najas schweinfurthii Magnus: Sie ist im Senegal, Kamerun, Äthiopien, Sudan und Tansania verbreitet.[3]
- Najas tenuicaulis Miki: Sie kommt nur auf der japanischen Insel Honshu vor.[3]
- Najas tenuifolia R.Br. (inkl. Najas pseudograminea W.Koch): Sie von Thailand bis Australien verbreitet und kommt in Hongkong vor.[3][5]
- Najas tenuissima (A.Braun ex Magnus) Magnus (Syn.: Najas minor var. tenuissima A.Braun ex Magnus, Najas minor subsp. tenuissima (A.Braun ex Magnus) K.Richt., Najas yezoensis Miyabe): Sie ist vom südlichen Finnland über das nordwestliche europäische Russland, Russlands Fernen Osten bis zur japanischen Insel Hokkaidō verbreitet.[3][7]
- Najas testui Rendle: Sie kommt im tropischen Afrika weitverbreitet.[3]
- Najas welwitschii Rendle: Sie von Senegal bis Angola, vom Sudan und Äthiopien bis Tansania und in Indien weitverbreitet.[3]
- Najas wrightiana A.Braun: Sie ist von Mexiko bis Venezuela verbreitet und kommt auf den Bahamas und Kuba vor.[3]

## Nutzung
Einige Nixenkraut-Arten haben in die Aquaristik Eingang gefunden.